# استیو اسکوایرز
دکتر استیو اسکوایرز (به انگلیسی: Steven W. Squyres) (زاده ۹ ژانویهٔ ۱۹۵۷) استاد ستاره‌شناسی دانشگاه کرنل از اتوکو، نیویورک است. پژوهش‌های وی در زمینه سیاره‌شناسی، با تمرکز بر عملیات رباتیک روی سطوح جامد در سامانه خورشیدی مانند سیارات فرازمینی و قمرهای سیاره‌های مشتری مانند می‌باشد. از دیگر تحقیقات وی تاریخچه آب در مریخ، ژئوفیزیک اقمار یخی، ساختارشناسی زهره و طیف‌بینی اشعه‌های ایکس و گاما سیاره‌ای می‌باشد. اسکوایرز رئیس پژوهشگری اصلی ماموریت مریخ‌نورد اکتشاف (روح و فرصت) است. او دریافت کننده جایزه یادبود کارل سیگن در ۲۰۰۴ و مدال کارل سیگن برای شگرفی در ارتباط علوم در سیاره‌ای در ۲۰۰۹ است. دکتر اسکوایرز در ۲۸ اکتبر ۲۰۱۰ مدال معدنی برای موفقیت‌هایش به عنوان یک پژوهشگر و پروفسور دریافت می‌کند. استیو اسکوایرز برادر کاندید-جایزه اسکار تیم اسکوایرز ویراستار فیلم است.

## تحصیلات
اسکوایرز در شهر ونونا در جنوب نیوجرسی بزرگ شده است.

پس از اتمام دبیرستان در نیوجرسی لیسانس علوم زمین‌شناسی را در سال ۱۹۷۸ گرفت. و پی‌اچ‌دی خود را از کرنل در ۱۹۸۱ (جایی که یکی از دانشجویان کارل سیگن بود) گرفت، و سپس پنج سال را به عنوان فوق‌دکتری و تجسس دانشمندی در مرکز پژوهشی ایمز ناسا گذراند و بعد دوباره به کرنل بازگشت و عضو هیئت علمی آن دانشگاه شد. او جایزه هارولد یوری را از بخش سیاره‌ای انجمن نجوم آمریکا در ۱۹۸۷، و در ۲۰۰۷ مدال با اعتبار بنجامین فرانکلین را از انجمن فرانکلین دریافت کرده است.

## ناسا

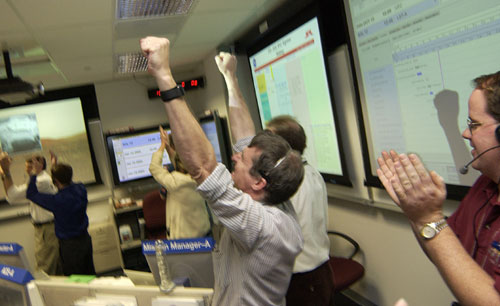
دکتر اسکوایرز در واکنش به تصاویر ارسالی از اسپیریت، هنگامیکه داشت فرودگر را ترک می‌کرد.

اسکوایرز در خیلی از ماموریت‌های اکتشافی سیاره‌ای ناسا سهیم شده است. از ۱۹۷۸ تا ۱۹۸۱ یکی از اعضای ماموریت وویجر به مشتری و زحل، در تجزیه و تحلیل اطلاعات به‌دست آمده بود. او سپس به عنوان پژوهشگر رادار روی ماموریت مجلان به سوی زهره و کفش‌دوز نزدیک کار کرد. در طول دوران کاریش به عنوان رئیس پژوهشگری اصلی ماموریت مریخ‌نورد اکتشافی، او همچنین هم‌پژوهش در ماموریت‌های مارس اکسپرس ۲۰۰۳ و مدارگرد شناسایی مریخ ۲۰۰۵، یک عضو از تیم پژوهش گریز طیف پرتو گاما برای ماموریت اودیسه مریخ، و یک عضو از تیم تصاویر برای پروژه کاسینی به زحل می‌باشد. اخیراً به اسکوایرز پیشنهاد سردسته مشاوران ناسا داده شده است.

او کتابی با عنوان سطح‌پیمایی مریخ : روح و فرصت و اکتشاف سیاره سرخ نوشته است. و فیلم مستند آی مکس سطح‌پیمایی مریخ از روی این کتاب توسط والت دیزنی پیکچرز ساخته شد.

## آزمایشگاه علمی مریخ
اسکوایرز در یک مصاحبه‌ای خاطر نشان کرد که رئیس پژوهشگری آزمایشگاه علمی مریخ به علت تاخیر پرتاب در ۲۰۱۱، نخواهد شد. او دیگر نمی‌خواهد تا از خانواده‌اش برای یک دوره طولانی دیگر دور بماند(همانطور که در دوران ماموریت مریخ‌نورد اکتشافی اتفاق افتاد).